# Estación de Campament
Campament es una estación de la línea 2 de Metrovalencia. Se encuentra entre las estaciones de Paterna y Carolines-Fira, al sur del barrio de Campament (Paterna). Está declarada bien de relevancia local.

## Historia y descripción
La estación de Campament se construyó entre 1926 y 1928, para la línea de ferrocarril Valencia-Liria, de la Sociedad Valenciana de Tranvías, que había entrado en servicio en 1888. En un principio se trataba simplemente de un apeadero para dar servicio al Campamento Militar Daoíz y Velarde de Paterna, de ahí la denominación de la estación. La nueva estación se edificó en estilo modernista, pues el crecimiento demográfico de esta zona de Paterna, denominada entonces el «Ensanche de Palacio» (diseñado por el arquitecto José María Manuel Cortina Pérez), se había ido llenando de chalets construidos en dicho estilo.
Está decorado con almohadillados, molduras, bolinches y almenas fantásticas en la torreta. A la parte de los andenes dan varios murales de azulejería, estando el que hacía las veces de rótulo firmado por B. Vidal. El edificio de la estación está realizado en ladrillo bícromo, sobre zócalo en la parte del andén, con porche de hierro forjado y decoraciones en azulejo. Tiene tres puertas y un reloj. Por su estilo guarda similitudes con la estación de Carlet, edificada en la misma época. El edificio se restauró en 1982.